# Arteria thyreoidea inferior
 Denne artikel bør gennemlæses af en person med fagkendskab for at sikre den faglige korrekthed.
    ..gælder blandt andet infoboksen, hvor engelsk ledsagetekst kan oversættes 

Arteria thyreoidea inferior (også kaldt nedre skjoldbruskkirtelarterie) er en arterie i halsen. Grenene af den nedre skjoldbruskkirtelarterie forsyner spiserøret, svælget og skjoldbruskkirtlen.